# SQLyog
SQLyog — це графічний інтерфейс користувача до популярної реляційної системи керування базами даних MySQL. Програма створена компанією Webyog Inc., представництва якої розташовані в Бенґалурі, Індія та Санта-Кларі, Каліфорнія.

## Історія
Розробка SQLyog була розпочата студентом Ritesh Nadhani як студентський проект, коли він навчався в коледжі. Після 8 місяців розробки була випущена безплатна версія SQLyog v0.9 як безплатне програмне забезпечення з закритим початковим кодом. Графічний інтерфейс SQLyog залишався безплатним до версії 3.0, яка була випущена як комерційне програмне забезпечення. Наразі  існує безплатна версія відома як Community Edition, яка доступна як проект з відкритим початковим кодом на Google Code. Платні версії: Professional, Enterprise і Ultimate Edition.

## Особливості
Основні особливості SQLyog:
- Інтерфейс з вкладками для з'єднань
- Редактор з підсвічуванням синтаксису і різними автоматичними параметрами форматування
- Інтелектуальне автозавершення коду
- Маніпуляція даними (INSERT, UPDATE, DELETE) може здійснюватися за допомогою табличного інтерфейсу
- Багате контекстне меню для виконання загальних запитів без написання SQL
- Візуальний конструктор схем
- Візуальний конструктор запитів
- Інструмент виконання автоматичного резервного копіювання
- Інструмент планування та звітності призначений для автоматизації виконання будь-яких запитів
- Інструмент міграції у вигляді wizard
- Повноцінна підтримка Юнікоду
- Тунелювання SSH
- Тунелювання HTTP і HTTPS
- Синхронізація Структури/Даних
- Опціонально портативний. Всі файли, які використовує SQLyog можуть бути збережені на зовнішньому змінному диску

## Специфікації програми

### Технічні специфікації
- Написана на C++ з використанням Win32 API. Немає залежностей від бібліотек (.NET, Java тощо)
- Використовує MySQL C API для з'єднання з серверами MySQL
- Використовує SQLite для зберігання всіх внутрішніх даних

## Платформи
SQLyog працює на платформі Windows, починаючи з Windows XP/Windows 2003 до Windows 7/Server 2008 R2 (Windows 9x/ME підтримку було зупинено у версії 5.0 в першу чергу через відсутність підтримки Unicode, в Windows 2000 підтримку було зупинено у версії 8.6). Також можливе використання в Linux за допомогою Wine.

## Підтримка
Webyog надає пріоритетну підтримку покупцям редакції Enterprise через власну систему підтримки, засновану на тікетах. Користувачі редакції Community можуть отримати підтримку на форумах Webyog [Архівовано 11 листопада 2012 у Wayback Machine.] (зареєстровано понад 15000 користувачі), в яких беруть участь користувачі та розробники Webyog. Webyog також веде FAQ [Архівовано 8 листопада 2012 у Wayback Machine.] на сайті.

## Виноски
1. ↑  "SQLyog Community Edition on Google Code". Архів оригіналу за 11 листопада 2012. Процитовано 15 листопада 2012.
2. ↑  "Online Shop". Архів оригіналу за 20 листопада 2012. Процитовано 15 листопада 2012.
3. ↑  "Comprehensive Feature List". Архів оригіналу за 20 листопада 2012. Процитовано 15 листопада 2012.
4. ↑  "SQLyog on Wine". Архів оригіналу за 10 червня 2015. Процитовано 15 листопада 2012.